# 362 Dywizja Piechoty (III Rzesza)
362 Dywizja Piechoty (niem. 362. Infanterie-Division) – niemiecka dywizja z czasów II wojny światowej, sformowana w Rimini na mocy rozkazu z 15 listopada 1943 roku, w 21. fali mobilizacyjnej przez VII Okręg Wojskowy.

## Struktura organizacyjna
- Struktura organizacyjna w listopadzie 1943 roku:

954., 955. i 956. pułk grenadierów, 362. pułk artylerii, 362. batalion pionierów, 362. dywizyjny batalion fizylierów, 362. kompania przeciwpancerna, 362. oddział łączności, 362. polowy batalion zapasowy;
- Struktura organizacyjna w czerwcu 1944 roku:

956., 1059. i 1060. pułk grenadierów, 362. pułk artylerii, 362. batalion pionierów, 362. dywizyjny batalion fizylierów, 362. oddział przeciwpancerny, 362. oddział łączności, 362. polowy batalion zapasowy;

## Dowódcy dywizji
- Generalleutnant Heinrich Greiner XI 1943 – 1 I 1945;
- Oberst Max Reinwald  1 I 1945 – II 1945;
- Generalmajor Alois Weber II 1945 – 23 IV 1945;